# 梁国惠康公主
梁国惠康公主（？—812年），唐宪宗李纯长女，初封普宁公主。宪宗元和年间，封为永昌公主。元和二年（807年）十二月廿六日，嫁于頔第四子于季友。翰林学士李绛反对，认为于頔是代北虏姓，于季友又是庶出，不得配公主，唐宪宗不听。于頔之后入京觐见，被扣留。元和四年（809年），公主把于頔宠爱歌舞伎献给宪宗，被白居易劝止。于季友的兄弟于敏杀人，于季友被削官。元和十二年（817年）四月辛丑，于季友居嫡母丧时，和人饮宴，杖责四十，流放忠州。公主去世后，追封梁国公主，谥号惠康。《全唐诗》有权德舆、羊士谔、韩愈所作的《赠梁国惠康公主挽歌词》各二首。